# Nära hotad
Nära hotad (NT) (engelska: Near Threatened) är en term som används inom rödlistning av arter. Till denna kategori förs arter som inte uppfyller något av kriterierna för vare sig "akut hotad", "starkt hotad" eller "sårbar", men är nära att uppfylla kriterierna för "sårbar". Nära hotad är det lägsta steget i rödlistan.
Termen "nära hotad" används av Artdatabanken från och med rödlistan 2010. I tidigare års rödlistning betecknades rödlistekategorin "nära hotad" med termen missgynnad.

## Exempel på djur
- Bisonoxe
- Chileflamingo
- Citronhaj
- Björn
- Lodjur
- Tumlare

Se vidare, Kategori:Nära hotade arter